# Xawery Czernicki
Xawery Czernicki, właściwie Xawery Stanisław Czernicki herbu własnego (ur. 16 października 1882 w Giedejkach, zm. wiosną 1940 w Katyniu) – kontradmirał Marynarki Wojennej II RP, inżynier budownictwa okrętowego, w latach 1932–1939 zastępca szefa Kierownictwa Marynarki Wojennej i szef służb, uczestnik I wojny światowej, wojny polsko-bolszewickiej i II wojny światowej, ofiara zbrodni katyńskiej.

## Życiorys
Urodził się 16 października 1882 w majątku Giedejki w powiecie oszmiańskim, w ziemiańskiej rodzinie szlacheckiej. Jego rodzicami byli Edward i Teresa z Bohuszewiczów. Jego ojciec podporucznik weteran Edward Czernicki (1843–1935) był uczestnikiem powstania styczniowego.

### Służba w rosyjskiej Marynarce Wojennej
W 1901 ukończył szkołę realną w Wilnie. Po zdaniu matury wstąpił na Wydział Budowy Okrętów Morskiej Szkoły Inżynieryjnej w Kronsztadzie, którą ukończył w 1905. Przez kolejny rok odbywał praktyki morskie. W 1906 został mianowany podporucznikiem Marynarki Wojennej Imperium Rosyjskiego i do 1908 był inżynierem okrętownictwa w Kronsztadzie. W latach 1908–1910 pracował w Rządowych Zakładach Budowy Okrętów w Sreteńsku, a następnie Bałtyckich Zakładach Budowy Okrętów w Petersburgu. Od 1910 roku był pomocnikiem głównego inżyniera, a następnie głównym inżynierem podczas budowy pancerników „Sewastopol” i „Pietropawłowsk” w stoczni morskiej w Petersburgu. W 1915 został dyrektorem budowy kadłubów okrętowych w stoczni Rewel (obecnie Tallinn). Pod koniec 1918 podał się do dymisji.

### Służba w Marynarce Wojennej RP
Po zakończeniu I wojny światowej i odrodzeniu niepodległej Polski zgłosił się w 1919 do nowo utworzonej Marynarki Wojennej. W 1922 został zweryfikowany w stopniu komandora porucznika i wyznaczony na stanowisko szefa Służby Technicznej Flotylli Wiślanej w Modlinie, a następnie komendanta Portu Wojennego Modlin  i jednocześnie kierownika Wydziału Mechanicznego w Departamencie dla Spraw Morskich. W 1925 zasiadał w komisji zakupu ORP „Warta”, po czym pracował w Biurze Technicznym Nowych Budowli Kierownictwa Marynarki Wojennej. W tym czasie był także przewodniczącym komisji budowy infrastruktury Portu Wojennego Gdynia i członkiem komisji odbiorczej statków dla Żeglugi Polskiej. W 1926 został pierwszym szefem Administracji Kierownictwa Marynarki Wojennej. Od tego samego roku sprawował funkcję przewodniczącego Komisji Nadzorczej Budowy Okrętów we Francji. Kierował budową kontrtorpedowców ORP „Burza” i ORP „Wicher” oraz okrętów podwodnych typu „Wilk”. Powrócił do kraju w 1932 na stanowisko zastępcy szefa Kierownictwa Marynarki Wojennej-szefa służb, które zajmował do wybuchu II wojny światowej. 19 marca 1939 został mianowany na stopień kontradmirała. Zainicjował budowę Stoczni Marynarki Wojennej w Gdyni i Wydziału Budowy Okrętów w Państwowej Szkole Technicznej w Warszawie.
Po agresji III Rzeszy na Polskę we wrześniu 1939 wraz z całym Kierownictwem Marynarki Wojennej ewakuował się pociągiem z Warszawy do Pińska, a potem do Brodowa. Następnie znalazł się we wsi Deraźne, którą po agresji ZSRR na Polskę zajęła Armia Czerwona. Został wzięty do niewoli sowieckiej i skierowany z grupą najwyższych oficerów do Równego (komendantem zgrupowania został wówczas kmdr por. Bolesław Sokołowski). Stamtąd zesłano go do obozów jenieckich w głąb ZSRR – na początku trafił do Ostaszkowa, a pod koniec listopada 1939 roku do Kozielska. W dniach 10–11 maja 1940 roku Czernicki został przekazany do dyspozycji Obwodowego Zarządu NKWD w Smoleńsku. Został zamordowany między 11 a 13 maja 1940 roku przez funkcjonariuszy NKWD w lesie katyńskim. Ofiary tego mordu grzebano w bezimiennych mogiłach zbiorowych, gdzie od 28 lipca 2000 roku mieści się oficjalnie Polski Cmentarz Wojenny w Katyniu. W miejscu tym prowadzone były ekshumacje i prace archeologiczne, jednak jego zwłok w Katyniu nie zidentyfikowano, podobnie jak gen. dyw. Henryka Minkiewicza. Figuruje na liście wywózkowej nr 059/1 z maja 1940 roku pod numerem N-593-1-4352. 
Był żonaty z Serafiną Margoli, interesował się sztuką i numizmatyką.
W 1993 jego imieniem została nazwana Centralna Składnica Marynarki Wojennej. Od 2001 okręt wsparcia logistycznego nosi nazwę ORP „Kontradmirał Xawery Czernicki”. Nosi je także jedna z gdyńskich ulic. Dwóm szkołom podstawowym nadano jego imię, w podgdyńskim Pogórzu i w Wielkim Podlesiu. Na targach Balt-Military-Expo w Gdańsku jedną z nagród w dziedzinie budownictwa okrętowego jest Grand Prix im. Kontradmirała Xawerego Czernickiego. W 2001 ukazała się książka pod redakcją Jerzego Przybylskiego pt. „Kontradmirał Xawery Stanisław Czernicki”.
Postanowieniem nr 112-48-07 Prezydenta RP Lecha Kaczyńskiego z 5 października 2007 został awansowany pośmiertnie na stopień wiceadmirała. Awans został ogłoszony 9 listopada 2007 w Warszawie, w trakcie uroczystości „Katyń Pamiętamy – Uczcijmy Pamięć Bohaterów”.

## Awanse
W Rosji
- podporucznik – 1905
- porucznik – 1907
- podkapitan – 1910
- kapitan – 1913
- podpułkownik – 1917

W Polsce
- komandor porucznik – 1922 ze starszeństwem z 1 czerwca 1919 i 7. lokatą w korpusie oficerów Marynarki Wojennej, korpus techniczny
- komandor – 1 stycznia 1929 ze starszeństwem z 1 stycznia 1929 i 1. lokatą w korpusie oficerów Marynarki Wojennej, korpus techniczny
- kontradmirał – 19 marca 1939
- wiceadmirał – pośmiertnie 5 października 2007

## Ordery i odznaczenia
- Krzyż Oficerski Orderu Odrodzenia Polski (9 listopada 1932)[18]
- Krzyż Walecznych[6]
- Złoty Krzyż Zasługi (16 marca 1928)[19]
- Medal Pamiątkowy za Wojnę 1918–1921
- Medal Dziesięciolecia Odzyskanej Niepodległości
- Krzyż Komandorski Orderu Miecza (Szwecja, 1935)[20]
- Krzyż Oficerski Orderu Legii Honorowej (Francja, 1931)[21]
- Order Świętego Stanisława (Imperium Rosyjskie)
- Order św. Anny (Imperium Rosyjskie)